# Edita Pučinskaitė
Edita Pučinskaitė, född 27 november 1975 i Naujoji Akmenė, är en tävlingscyklist från Litauen. Under flera år tillhörde hon eliten i cykelsporten för kvinnor och tillhörde en generation med kvinnor från Litauen som vann många tävlingar tillsammans.
Hon vann världsmästerskapens linjelopp 1999 framför Anna Wilson och sin landsman Diana Žiliūtė. Hon slutade trea i världsmästerskapens tempolopp efter Leontien van Moorsel och Anna Wilson samma år. Två år senare slutade hon tvåa i världsmästerskapens linjelopp efter Rasa Polikevičiūtė från Litauen men framför den franska toppcyklisten Jeannie Longo-Ciprelli. Pučinskaitė blev också bronsmedaljör i världsmästerskapens linjelopp 1995 bakom Jeannie Longo-Ciprelli och Catherine Marsal.
Hon vann Thüringen-Rundfahrt der Frauen 1998.
Hon har vunnit flera världscuptävlingar i sin karriär men också vunnit etapplopp som Tour de l'Aude Cycliste Féminin och Giro d'Italia Donne. Hon vann Grande Boucle, kvinnornas variant av Tour de France, under säsongen 1998.
Hon deltog i olympiska sommarspelen 2000, 2004 och 2008.
Under säsongen 2009 vann Edita Pučinskaitė etapp 1 av Giro d'Italia Donne framför Fabiana Luperini och Judith Arndt. På etapp 4 av Trophée d'Or Féminin slutade hon på andra plats. Hon slutade tvåa på tävlingen bakom sin landsman Diana Žiliūtė. Pučinskaitė slutade på tredje plats på Giornata Rosa di Nove.

## Meriter
1995
3:a, Världsmästerskapen - linjelopp
1997
1:a, Liberty Classic
3:a, Giro d'Italia Donne
1998
1:a, Grande Boucle Féminine Internationale
2:a, prolog, Women's Challenge
1999
1:a, Världsmästerskapen - linjelopp
1:a, Giro della Toscana Femminile
2:a, Waalse Pijl
3:a, Världsmästerskapen - tempolopp
3:a, Grande Boucle Féminine Internationale
2000
1:a, etapp 8, Grande Boucle Féminine Internationale
1:a, etapp 10, Grande Boucle Féminine Internationale
1:a, Trophée des Grimpeurs
2:a, Grande Boucle Féminine Internationale
2:a, etapp 4, Grande Boucle Féminine Internationale
2:a, etapp 6, Grande Boucle Féminine Internationale
2001
1:a, etapp 3, Tour de l'Aude Cycliste Féminin
1:a, etapp 7, Tour de l'Aude Cycliste Féminin
2:a, Världsmästerskapen - linjelopp
3:a, Giro d'Italia Donne
2003
2:a, Giro d'Italia Donne
3:a, Amstel Gold Race
3:a, Trofeo Riviera Della Versilia
3:a, Emakumen Saria
2004
1:a, etapp 2, Giro d'Italia Donne
1:a, Trophée d'Or Féminin
1:a, etapp 4, Trophée d'Or Féminin
1:a, GP Ouest France
1:a, etapp 2, Giro della Toscana Femminile
2:a, etapp 8, Giro d'Italia Donne
3:a, Trofeo Citta di Rosignano / Giro Frazioni
3:a, Waalse Pijl
3:a, Emakumen Saria
3:a,  Litauen Nationsmästerskapen - linjelopp
3:a, Giro della Toscana Femminile
2005
1:a, Berner Rundfahrt
1:a, etapp 4, Giro del Trentino Alto Adige - Südtirol
1:a, etapp 6, Thüringen-Rundfahrt der Frauen
1:a, Tour de l'Ardèche
1:a, etapp 1a, Tour de l'Ardèche
1:a, Vuelta Ciclista Femenina a el Salvador
1:a, prolog, Vuelta Ciclista Femenina a el Salvador
1:a, etapp 1, Vuelta Ciclista Femenina a el Salvador
1:a, etapp 2, Vuelta Ciclista Femenina a el Salvador
1:a, etapp 4, Vuelta Ciclista Femenina a el Salvador
2:a, etapp 7, Giro d'Italia Donne
2:a, etapp 8, Giro d'Italia Donne
2:a, GP Ouest France
3:a, etapp 3, Trophée d'Or Féminin
3:a, Giro d'Italia Donne
3:a, prolog, Giro d'Italia Donne
3:a, etapp 4, Thüringen-Rundfahrt der Frauen
3:a, Trophée d'Or Féminin
3:a, etapp 4, Trophée d'Or Féminin
3:a, etapp 5, Tour de l'Ardèche
2006
1:a,  Litauen Nationsmästerskapen - tempolopp
1:a, Giro d'Italia Donne
1:a, etapp 10, Giro d'Italia Donne
2:a, etapp 2, Giro del Trentino Alto Adige - Südtirol
2:a,  Litauen Nationsmästerskapen - linjelopp
3:a, Giro di San Marino
3:a, Giro del Trentino Alto Adige - Südtirol
3:a, etapp 6, Thüringen-Rundfahrt der Frauen
2007
1:a, Berner Rundfahrt
1:a, Durango - Durango
1:a, Emakumen Saria
1:a, Giro del Trentino Alto Adige - Südtirol
1:a, etapp 1, Giro del Trentino Alto Adige - Südtirol
1:a, etapp 2, Giro del Trentino Alto Adige - Südtirol
1:a,  Litauen Nationsmästerskapen - tempolopp
1:a, Giro d'Italia Donne
1:a, prolog, Giro d'Italia Donne
1:a, etapp 3, Giro d'Italia Donne
2:a, Giro di San Marino
2:a, etapp 1, Giro di San Marino
2:a, etapp 4, Giro di San Marino
3:a,  Litauen Nationsmästerskapen - linjelopp
2008
2:a, etapp 4, Giro d'Italia Donne
3:a, etapp 2, Tour de l'Aude Cycliste Féminin
3:a, Open de Suède Vårgårda
2:a, etapp 1, Giro della Toscana Femminile
2009
1:a, etapp 1, Giro d'Italia Donne
2:a, etapp 4, Trophée d'Or Féminin
2:a, Trophée d'Or Féminin
3:a, Giornata Rosa di Nove